# 미국 이민국
미국 연방이민국(United States Citizenship and Immigration Services, USCIS) 은 미국 국토안보부 산하의 정부 기관이다. 미국으로의 이민 혜택, 체류자격, 영주권 부여 및 시민권 관련 업무와 귀화 수속 절차를 감독한다.

## 같이 보기
- 미국의 비자